# 扣匹
扣匹（学名：Uvaria tonkinensis）是番荔枝科紫玉盘属的植物。分布在越南以及中国大陆的广西、云南等地，生长于海拔200米至1,650米的地区，见于丘陵山地林中或灌木丛中，目前尚未由人工引种栽培。
种加名 tonkinensis 意为越南“东京的”。

## 别名
东京紫玉盘（植物分类学报）

## 变种
- Uvaria tonkinensis Finet et Gagnep. var. subglabra Finet et Gagnep.